# شواینفورت
شهر شواینفورت (به آلمانی: Schweinfurt) در ایالت بایرن در کشور آلمان واقع شده‌است.